# Campeonato Venezuelano de Futebol de 2020 – Primeira Divisão
A Primeira Divisão do Campeonato Venezuelano de Futebol de 2020, também conhecida como Primera División Venezuelana de 2020 e oficialmente como Liga FUTVE de 2020, foi a 101.ª edição da principal divisão do futebol venezuelano (a 65ª desde o início do profissionalismo em 1957). O torneio foi organizado pela Liga de Fútbol Profesional de Venezuela (LIGA FUTVE), entidade esportiva integrada pelos clubes que participam da Primera División do futebol profissional venezuelano, e contou com a participação de 17 times (no torneio original eram 19 times), sendo 15 deles da temporada anterior e 2 advindos da Segunda División de 2019. O Caracas foi o defensor do título.
A temporada começou originalmente com 19 clubes em 30 de janeiro e tinha conclusão marcada para dezembro com a decisão pelo título do campeonato. No entanto, em meados de março, a competição foi suspensa na 6ª rodada devido à pandemia de COVID-19. Em 15 de maio, a Federação Venezuelana de Futebol (FVF) cancelou definitivamente a edição em disputa dos torneios da primeira e segunda divisão da temporada e anulou os resultados dos jogos disputados até então.. No entanto, no início de setembro, a FVF anunciou a retomada da Liga FUTVE para 14 de outubro, mas em um formato diferente e com apenas 17 times, Zulia e LALA desistiram. A temporada foi encerrada em 15 dezembro, o Deportivo La Guaira foi o campeão, obtendo seu primeiro título da primeira divisão, batendo o Deportivo Táchira por 2 a 0 na final disputada em Valencia.

## Regulamento

### Sistema de disputa original
A Primera División de 2020 sofreu uma mudança no formato em relação à temporada anterior e com isso não teremos mais as disputas do Torneo Apertura (começo do ano) e Torneo Clausura (metade do ano). O certame seria disputado por 19 times (em 2019, foram 20) em três fases:
- Fase Regular: sistema de todos contra todos (pontos corridos) em dois turnos (turno e returno) de grupo único. Ao final de 38 rodadas, avançariam os oito melhores colocados e o último seria rebaixado para a Segunda División de 2021.[4][5][6][7]
- Fase de Grupos: sistema de pontos corridos em partidas de ida e volta, em dois grupos. Ao final das 6 rodadas, avançariam os dois primeiros de cada grupo.[4][5][6][7]
- Final: sistema de "mata-mata" em partidas de ida e volta.[4][5][6][7]

Devido à pandemia de COVID-19, a liga foi suspensa em 12 de março. Em 15 de maio, a FVF anunciou a suspensão definitiva da competição, com o cancelamento de todas as partidas da primeira fase.

### Novo sistema de disputa
No dia 18 de setembro, um novo formato foi anunciado pela FVF e pela Liga FUTVE. Através de sorteio foram definidos dois grupos (A e B) que competiriam em uma cidade-sede, um grupo em Valencia e outro em Barinas. Os times jogaram entre si dentro dos grupos no sistema de pontos corridos em partidas de ida e volta. A final pelo título de campeão venezuelano foi disputada entre os líderes de cada grupo. As partidas da competição foram disputadas em Barinas, Puerto Cabello e Valencia. O rebaixamento foi suspenso até 2021.

### Vagas em outras competições
Originalmente, as vagas da temporada de 2020 da Primera División para os torneios continentais da CONMEBOL de 2021 (Taça Libertadores e Copa Sul-Americana) seriam definidas da seguinte maneira: o campeão, assegurava uma vaga na fase de grupos da Taça Libertadores de 2021; o vice-campeão e os dois melhores posicionados da classificação geral (fase regular + fase de grupos) iriam para as fases prévias da Taça Libertadores; e os cinco clubes subsequentes na referida classificação garantiriam vaga na Copa Sul-Americana de 2021.
Pelo novo formato, as vagas acabaram sendo distribuídas da seguinte forma: o campeão e o vice-campeão garantiram sua vaga na fase de grupos da Taça Libertadores de 2021; os segundos colocados do  grupo A e B irão para as fases prévias da Taça Libertadores; os terceiros e quartos colocados dos grupos A e B garantiriam vaga na Copa Sul-Americana de 2021.

### Critérios de desempate
Em caso de empate por pontos entre dois ou mais clubes, os critérios de desempate serão aplicados na seguinte ordem:
1. Pontos no confronto direto
2. Saldo de gols no confronto direto
3. Gols marcados no confronto direto
4. Saldo de gols
5. Gols marcados
6. Jogo de desempate.

## Participantes
Dezenove equipes participam do campeonato – dezessete delas remanescentes da temporada anterior e as duas equipes promovidas da segunda divisão de 2019. As equipes promovidas foram o Yaracuyanos (campeão da Segunda División) que volta à liga após cinco anos de ausência e o GV Maracay (vice-campeão da Segunda División) que vai disputar a liga pela primeira vez um sua história. Elas vão substituir o Estudiantes de Caracas e Deportivo Anzoátegui, que foram rebaixadas após duas e doze temporadas no topo, respectivamente. O torneio foi originalmente projetado para vinte clubes, no entanto, em 24 de janeiro de 2020, Llaneros de Guanare foi rebaixado por decisão administrativa à Segunda División de 2020 pela FVF, conforme ordenado pela FIFA devido a uma ação do ex-jogador Leonardo Ossa, a quem o clube não pagou uma dívida pendente.
Zulia e LALA desistiram da competição em 7 de setembro devido a questões de segurança causadas pela pandemia.

### Promovidos e rebaixados da temporada anterior
| Posição | Promovidos da Segunda División de 2019 |
| ------- | -------------------------------------- |
| Campeão | Yaracuyanos                            |
| Vice    | GV Maracay                             |

| Posição | Rebaixados da Primera División de 2019                  |
| ------- | ------------------------------------------------------- |
| —       | Llaneros de Guanare (por decisão administrativa da FVF) |
| 19°     | Estudiantes de Caracas                                  |
| 20º     | Deportivo Anzoátegui                                    |

### Informações dos clubes
| Equipe                  | Cidade         | Estado           | Estádio (mando)               | Capacid. | Títulos |
| ----------------------- | -------------- | ---------------- | ----------------------------- | -------- | --- |
| Academia Puerto Cabello | Puerto Cabello | Carabobo         | Complejo Deportivo Socialista | 07 000   | 0 (nenhum) |
| Aragua                  | Maracay        | Aragua           | Hermanos Ghersi               | 16 000   | 0 (nenhum) |
| Atlético Venezuela      | Caracas        | Distrito Capital | Brígido Iriarte               | 05 000   | 0 (nenhum) |
| Carabobo                | Valencia       | Carabobo         | Polideportivo Misael Delgado  | 10 000   | 0 (nenhum) |
| Caracas                 | Caracas        | Distrito Capital | Olímpico de la UCV            | 24 900   | 12 (1991–92, 1993–94, 1994–95, 1996–97, 2000–01, 2002–03, 2003–04, 2005–06, 2006–07, 2008–09, 2009–10 e 2019) |
| Deportivo La Guaira     | La Guaira      | Vargas           | Olímpico de la UCV            | 24 900   | 0 (nenhum) |
| Deportivo Lara          | Barquisimeto   | Lara             | Farid Richa                   | 15 000   | 1 (2011–12)                                                                                                   |
| Deportivo Táchira       | San Cristóbal  | Táchira          | Pueblo Nuevo                  | 38 755   | 8 (1979, 1981, 1984, 1986, 1999–00, 2007–08, 2010–11 e 2014–15)                                               |
| Estudiantes de Mérida   | Mérida         | Mérida           | Metropolitano de Mérida       | 42 200   | 2 (1980 e 1985)                                                                                               |
| GV Maracay              | Valencia       | Carabobo         | Giuseppe Antonelli            | 07 500   | 0 (nenhum) |
| LALA                    | Ciudad Guayana | Bolívar          | CTE Cachamay                  | 41 600   | 0 (nenhum) |
| Metropolitanos          | Caracas        | Distrito Capital | Olímpico de la UCV            | 24 900   | 0 (nenhum) |
| Mineros de Guayana      | Ciudad Guayana | Bolívar          | CTE Cachamay                  | 41 600   | 1 () |
| Monagas                 | Maturín        | Monagas          | Monumental de Maturín         | 51 796   | 1 (1988–89)                                                                                                   |
| Portuguesa              | Araure         | Portuguesa       | General José Antonio Páez     | 14 000   | 5 (1973, 1975, 1976, 1977 e 1978)                                                                             |
| Trujillanos             | Valera         | Trujillo         | José Alberto Pérez            | 26 000   | 0 (nenhum) |
| Yaracuyanos             | San Felipe     | Yaracuy          | Florentino Oropeza            | 10 000   | 0 (nenhum) |
| Zamora                  | Barinas        | Barinas          | Agustín Tovar                 | 24 396   | 5 (2012–13, 2013–14, 2015, 2016 e 2018)                                                                       |
| Zulia                   | Maracaibo      | Zulia            | José Encarnación Romero       | 45 000   | 0 (nenhum) |

## Fase Regular (Torneio Cancelado)
- A primeira fase começou em 30 de janeiro[7] e tinha conclusão programada para 25 de outubro de 2020.[14]
- Seria disputada em 38 rodadas na modalidade de todos contra todos, o famoso sistema de pontos corridos, em dois turnos (turno e returno) – um de ida e um de volta –, com 36 jogos para cada time e um deles folgando a cada rodada.[4][5][6][7]
- Ao final desta fase, os oito primeiros colocados avançariam para a segunda fase, enquanto isso, o último colocado seria rebaixado para a Segunda División de 2021.[4][5][6][7]
- A classificação e os jogos da primeira fase até a suspensão em 12 de março foram anulados pela FVF em 15 de maio.[9]

### Classificação
| Pos | Equipe                  | Pts | J | V | E | D | GP | GC | SG  |
| --- | ----------------------- | --- | - | - | - | - | -- | -- | --- |
| 1   | Zamora                  | 16  | 6 | 5 | 1 | 0 | 10 | 2  | +8  |
| 2   | Caracas                 | 14  | 6 | 4 | 2 | 0 | 12 | 2  | +10 |
| 3   | Deportivo Lara          | 13  | 6 | 4 | 1 | 1 | 9  | 4  | +5  |
| 4   | Monagas                 | 12  | 6 | 3 | 3 | 0 | 10 | 4  | +6  |
| 5   | Atlético Venezuela      | 11  | 6 | 3 | 2 | 1 | 7  | 5  | +2  |
| 6   | Estudiantes de Mérida   | 10  | 6 | 3 | 1 | 2 | 10 | 9  | +1  |
| 7   | Deportivo La Guaira     | 8   | 5 | 2 | 2 | 1 | 6  | 4  | +2  |
| 8   | Trujillanos             | 8   | 5 | 2 | 2 | 1 | 2  | 2  | 0   |
| 9   | Zulia                   | 7   | 5 | 2 | 1 | 2 | 7  | 10 | −3  |
| 10  | Aragua                  | 6   | 5 | 2 | 0 | 3 | 4  | 4  | 0   |
| 11  | Academia Puerto Cabello | 6   | 5 | 1 | 3 | 1 | 4  | 5  | −1  |
| 12  | Metropolitanos          | 6   | 6 | 2 | 0 | 4 | 9  | 11 | −2  |
| 13  | Yaracuyanos             | 6   | 6 | 1 | 3 | 2 | 5  | 7  | −2  |
| 14  | Mineros                 | 6   | 6 | 2 | 0 | 4 | 4  | 7  | −3  |
| 15  | Carabobo                | 6   | 6 | 1 | 3 | 2 | 2  | 6  | −4  |
| 16  | Portuguesa              | 5   | 6 | 1 | 2 | 3 | 3  | 7  | −4  |
| 17  | Deportivo Táchira       | 4   | 5 | 1 | 1 | 3 | 2  | 6  | −4  |
| 18  | GV Maracay              | 2   | 6 | 0 | 2 | 4 | 2  | 8  | −6  |
| 19  | LALA                    | 1   | 6 | 0 | 1 | 5 | 5  | 10 | −5  |

### Confrontos
| Mandante \ Visitante    | APC | ARA | AVE | CBO | CAR | DLG | LAR | TAC | ESM | GVM | LAL | MET | MIN | MON | POR | TRU | YAR | ZAM | ZUL |
| ----------------------- | --- | --- | --- | --- | --- | --- | --- | --- | --- | --- | --- | --- | --- | --- | --- | --- | --- | --- | --- |
| Academia Puerto Cabello | —   | —   | —   | —   | —   | —   | —   | —   | —   | —   | 2–1 | —   | —   | —   | —   | —   | —   | 0–0 | —   |
| Aragua                  | —   | —   | —   | —   | 0–1 | —   | 0–1 | 1–0 | —   | —   | —   | —   | —   | —   | —   | —   | —   | —   | —   |
| Atlético Venezuela      | —   | —   | —   | —   | —   | —   | —   | —   | —   | 1–0 | —   | 2–1 | —   | 2–2 | —   | —   | —   | —   | —   |
| Carabobo                | —   | —   | —   | —   | —   | 0–0 | —   | —   | —   | 0–0 | —   | —   | —   | 0–0 | —   | —   | —   | —   | —   |
| Caracas                 | 1–1 | —   | —   | —   | —   | —   | —   | —   | 5–1 | —   | —   | —   | —   | —   | —   | —   | —   | —   | 4–0 |
| Deportivo La Guaira     | —   | —   | —   | —   | 0–1 | —   | —   | —   | —   | —   | —   | —   | —   | —   | 2–0 | —   | 2–2 | —   | —   |
| Deportivo Lara          | 3–1 | —   | —   | —   | —   | —   | —   | 2–0 | —   | —   | —   | —   | —   | —   | —   | —   | —   | —   | 2–1 |
| Deportivo Táchira       | 0–0 | —   | —   | —   | —   | —   | —   | —   | —   | —   | —   | 2–1 | —   | —   | —   | —   | —   | 0–2 | —   |
| Estudiantes de Mérida   | —   | —   | 2–1 | 4–0 | —   | —   | —   | —   | —   | —   | 2–1 | —   | —   | —   | —   | —   | —   | —   | —   |
| GV Maracay              | —   | —   | —   | —   | —   | —   | —   | —   | —   | —   | —   | —   | 1–2 | —   | —   | —   | 0–0 | —   | —   |
| LALA                    | —   | —   | —   | —   | —   | 1–2 | —   | —   | —   | —   | —   | —   | —   | 1–1 | —   | 0–1 | —   | —   | —   |
| Metropolitanos          | —   | 1–3 | —   | —   | —   | —   | —   | —   | —   | 2–1 | —   | —   | 3–0 | —   | —   | —   | —   | —   | —   |
| Mineros                 | —   | —   | 0–1 | 0–1 | —   | —   | —   | —   | —   | —   | —   | —   | —   | —   | —   | —   | —   | —   | —   |
| Monagas                 | —   | —   | —   | —   | —   | —   | —   | —   | —   | 3–0 | —   | —   | —   | —   | 2–0 | —   | 2–1 | —   | —   |
| Portuguesa              | —   | —   | —   | —   | —   | —   | —   | —   | 0–0 | —   | —   | —   | 1–0 | —   | —   | —   | —   | —   | 2–2 |
| Trujillanos             | —   | —   | —   | —   | 0–0 | —   | 0–0 | —   | —   | —   | —   | —   | —   | —   | 1–0 | —   | —   | —   | —   |
| Yaracuyanos             | —   | —   | 0–0 | —   | —   | —   | —   | —   | 2–1 | —   | —   | —   | 0–2 | —   | —   | —   | —   | —   | —   |
| Zamora                  | —   | 1–0 | —   | —   | —   | —   | 2–1 | —   | —   | —   | —   | 3–1 | —   | —   | —   | 2–0 | —   | —   | —   |
| Zulia                   | —   | —   | —   | 2–1 | —   | —   | —   | —   | —   | —   | 2–1 | —   | —   | —   | —   | —   | —   | —   | —   |

## Torneio de Normalização
O sorteio para composição dos grupos foi realizado em 18 de setembro de 2020. Os 17 times foram divididos em dois grupos: um grupo de nove times, com jogos no estádio La Bombonerita em Puerto Cabello e no estádio Misael Delgado em Valencia, e um grupo de oito times, com jogos no estádio Agustín Tovar em Barinas. Os melhores times de cada grupo avançaram para a final única pelo título de campeão da liga venezuelana e se classificaram para a fase de grupos da Taça Libertadores de 2021, os segundos lugares dos Grupos A e B para as fases preliminares da Taça Libertadores e os terceiros e quarto lugares de cada grupo para a Copa Sul-Americana de 2021.

### Grupo A (Sede Carabobo)

#### Classificação
| Pos | Equipe                  | Pts | J  | V  | E | D  | GP | GC | SG  | Classificação                                                         |
| --- | ----------------------- | --- | -- | -- | - | -- | -- | -- | --- | --------------------------------------------------------------------- |
| 1   | Deportivo La Guaira     | 33  | 16 | 10 | 3 | 3  | 25 | 11 | +14 | Final pelo título e fase de grupos da Taça Libertadores               |
| 2   | Deportivo Lara          | 32  | 16 | 9  | 5 | 2  | 27 | 9  | +18 | Disputa pelo terceiro lugar e fases preliminares da Taça Libertadores |
| 3   | Academia Puerto Cabello | 26  | 16 | 6  | 8 | 2  | 22 | 15 | +7  | Primeira fase da Copa Sul-Americana de 2021                           |
| 4   | Mineros                 | 24  | 16 | 7  | 3 | 6  | 24 | 24 | 0   | Primeira fase da Copa Sul-Americana de 2021                           |
| 5   | Yaracuyanos             | 21  | 16 | 5  | 6 | 5  | 18 | 19 | −1  |                                                                       |
| 6   | Estudiantes de Mérida   | 20  | 16 | 5  | 5 | 6  | 25 | 25 | 0   |                                                                       |
| 7   | Trujillanos             | 18  | 16 | 5  | 3 | 8  | 19 | 25 | −6  |                                                                       |
| 8   | Atlético Venezuela      | 15  | 16 | 4  | 3 | 9  | 17 | 28 | −11 |                                                                       |
| 9   | Carabobo                | 6   | 16 | 0  | 6 | 10 | 14 | 35 | −21 |                                                                       |

#### Resultados
| Mandante \ Visitante    | APC | AVE | CBO | DLG | LAR | ESM | MIN | TRU | YAR |
| ----------------------- | --- | --- | --- | --- | --- | --- | --- | --- | --- |
| Academia Puerto Cabello | —   | 2–2 | 2–1 | 1–1 | 0–0 | 2–2 | 0–0 | 1–3 | 1–0 |
| Atlético Venezuela      | 2–2 | —   | 2–0 | 2–3 | 0–3 | 2–1 | 3–1 | 1–0 | 0–1 |
| Carabobo                | 0–3 | 0–0 | —   | 0–2 | 0–3 | 2–2 | 2–2 | 2–2 | 0–2 |
| Deportivo La Guaira     | 3–0 | 2–0 | 2–0 | —   | 1–0 | 1–1 | 0–1 | 1–2 | 2–1 |
| Deportivo Lara          | 0–0 | 4–0 | 2–2 | 1–0 | —   | 1–2 | 1–1 | 3–0 | 3–0 |
| Estudiantes de Mérida   | 1–2 | 2–0 | 3–2 | 1–2 | 0–1 | —   | 3–2 | 1–2 | 1–2 |
| Mineros                 | 0–2 | 2–1 | 4–2 | 0–2 | 1–2 | 2–3 | —   | 2–1 | 3–1 |
| Trujillanos             | 0–4 | 1–0 | 3–0 | 0–2 | 1–2 | 1–1 | 1–2 | —   | 1–2 |
| Yaracuyanos             | 0–0 | 4–2 | 1–1 | 1–1 | 1–1 | 1–1 | 0–1 | 1–1 | —   |

### Grupo B (Sede Barinas)

#### Classificação
| Pos | Equipe            | Pts | J  | V | E | D  | GP | GC | SG  | Classificação                                                         |
| --- | ----------------- | --- | -- | - | - | -- | -- | -- | --- | --------------------------------------------------------------------- |
| 1   | Deportivo Táchira | 31  | 14 | 9 | 4 | 1  | 20 | 8  | +12 | Final pelo título e fase de grupos da Taça Libertadores               |
| 2   | Caracas           | 30  | 14 | 9 | 3 | 2  | 25 | 9  | +16 | Disputa pelo terceiro lugar e fases preliminares da Taça Libertadores |
| 3   | Aragua            | 22  | 14 | 6 | 4 | 4  | 16 | 13 | +3  | Primeira fase da Copa Sul-Americana de 2021                           |
| 4   | Metropolitanos    | 21  | 14 | 5 | 6 | 3  | 20 | 17 | +3  | Primeira fase da Copa Sul-Americana de 2021                           |
| 5   | Zamora            | 17  | 14 | 5 | 2 | 7  | 15 | 14 | +1  |                                                                       |
| 6   | GV Maracay        | 13  | 14 | 3 | 4 | 7  | 11 | 24 | −13 |                                                                       |
| 7   | Portuguesa        | 11  | 14 | 3 | 2 | 9  | 9  | 23 | −14 |                                                                       |
| 8   | Monagas           | 10  | 14 | 3 | 1 | 10 | 15 | 23 | −8  |                                                                       |

#### Resultados
| Mandante \ Visitante | ARA | CAR | TAC | GVM | MET | MON | POR | ZAM |
| -------------------- | --- | --- | --- | --- | --- | --- | --- | --- |
| Aragua               | —   | 0–0 | 0–1 | 1–1 | 0–1 | 3–2 | 1–0 | 3–1 |
| Caracas              | 0–1 | —   | 0–0 | 6–2 | 2–1 | 1–0 | 2–0 | 1–0 |
| Deportivo Táchira    | 1–1 | 1–1 | —   | 0–0 | 1–0 | 3–2 | 3–0 | 0–3 |
| GV Maracay           | 0–2 | 0–4 | 0–3 | —   | 1–1 | 2–1 | 0–1 | 1–0 |
| Metropolitanos       | 2–2 | 2–1 | 0–3 | 4–2 | —   | 2–2 | 1–1 | 0–0 |
| Monagas              | 1–0 | 1–2 | 1–2 | 0–2 | 1–2 | —   | 1–0 | 1–0 |
| Portuguesa           | 1–2 | 0–2 | 0–1 | 0–0 | 0–3 | 3–2 | —   | 2–1 |
| Zamora               | 2–0 | 1–3 | 0–1 | 1–0 | 1–1 | 1–0 | 4–1 | —   |

### Disputa pelo terceiro lugar
O vencedor se classificou para a segunda fase da Copa Libertadores, enquanto o perdedor se classificou para a primeira fase da competição.
| 15 de dezembro de 2020 | Deportivo Lara      | 1 – 0     | Caracas | Barinas                                       |  |
| 16:30 (UTC−4)          | - Jesús Bueno 90+3' | Relatório |         | Estádio: Agustín Tovar Árbitro: Ángel Arteaga |  |

### Final
A final foi uma partida única em campo neutro, disputada em 15 de dezembro de 2020. O vencedor foi coroado campeão da liga.
| 15 de dezembro de 2020 | Deportivo La Guaira                     | 2 – 0     | Deportivo Táchira | Valencia                                     |  |
| 19:00 (UTC−4)          | - Martín García 40' - Charlis Ortiz 76' | Relatório |                   | Estádio: Misael Delgado Árbitro: José Argote |  |

## Estatísticas

### Artilharia
| Pos. | Jogador          | Clube                   | Gols |
| ---- | ---------------- | ----------------------- | ---- |
| 1    | Richard Blanco   | Mineros de Guayana      | 8    |
| 1    | Edder Farías     | Atlético Venezuela      | 8    |
| 3    | José Rivas       | Estudiantes de Mérida   | 7    |
| 3    | Aquiles Ocanto   | Deportivo La Guaira     | 7    |
| 3    | Matías Lacava    | Academia Puerto Cabello | 7    |
| 3    | José Hernández   | Trujillanos             | 7    |
| 7    | Joel Infante     | GV Maracay              | 6    |
| 8    | Daniel Pérez     | Metropolitanos          | 5    |
| 8    | Freddy Vargas    | Deportivo Lara          | 5    |
| 8    | Joantony Carmona | Trujillanos             | 5    |
| 8    | Ángel Sánchez    | Deportivo Lara          | 5    |
| 8    | Brayan Hurtado   | Mineros de Guayana      | 5    |
| 8    | Charlis Ortiz    | Deportivo La Guaira     | 5    |

Fonte: Liga FUTVE (em castelhano), FVF (em castelhano), Soccerway (em português) e Balonazos (em castelhano)

## Premiação
| Campeonato Venezuelano de Futebol de 2020 LIGA FUTVE 2020 |
| Venezuela                                                 |
| --------------------------------------------------------- |
| Deportivo La Guaira Campeão (1.º título)                  |